# زلاجة مائية طائرة (فلاي بورد)

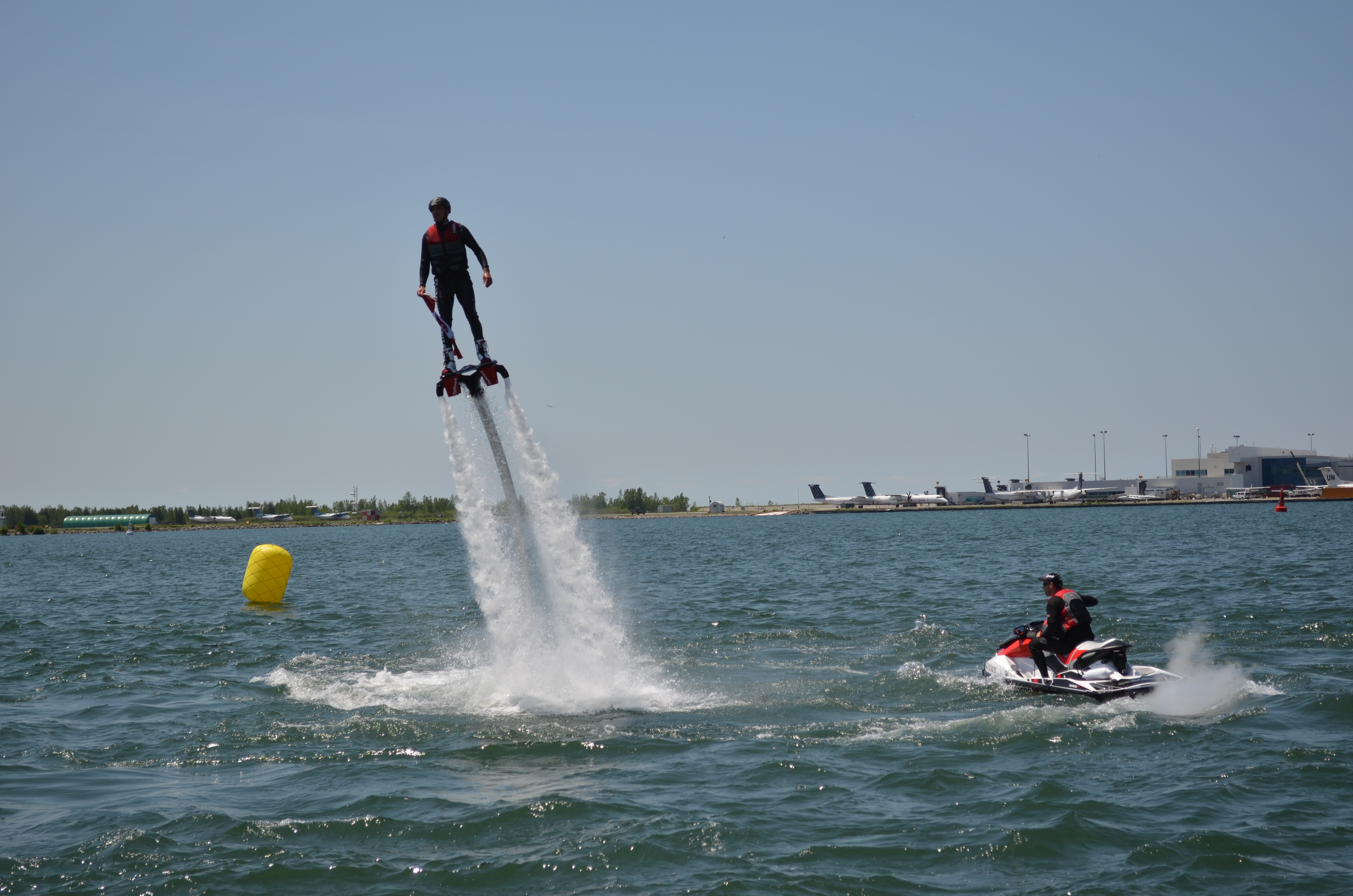

زلاجة مائية طائرة أو فلاي بورد (بالإنجليزية: Flyboard)‏ هو لوح تزلج مائي قابل للطيران بتقنية نفخ المياه ليصل إلى ارتفاع 15 متر، مُزود بأنبوب موصول بمضخة مدمجة في دراجة مائية (جات سكي)، وقد انتشر في السنوات الأخيرة، وتم اختراعه سنة 2012 من طرف الفرنسي فرانكي زاباتا.

## اقرأ أيضا
- دراجة مائية (جات سكي)
- لوح طائر (هوفر بورد)